# Ефименко, Георгий Григорьевич
Георгий Григорьевич Ефименко (укр. Георгій Григорович Єфименко; 30 января 1917, Екатеринослав — 25 июня 2012, Киев) — советский и украинский учёный-металлург, министр высшего и среднего специального образования Украинской ССР (1973—1984). Член-корреспондент АН УССР (1973). Доктор технических наук (1972), профессор, ректор ДМетИ (1970—1973). С 1984 г. профессор Киевского политехнического института.
Депутат Верховного Совета СССР 9-го созыва. Депутат Верховного Совета УССР (1974—1985). Член ЦК КПУ (1975—1985).
Лауреат Государственной премии УССР в науке и технике (1983).

## Биография
Трудовую деятельность начал на Днепропетровском металлургическом заводе имени Петровского.
Окончил Днепропетровский металлургический институт (1935—1940) по специальности «металлургия чугуна» и получил направление на работу на Криворожский металлургический завод.
Участник Великой Отечественной войны, демобилизовался в конце 1946 года.
Учился в аспирантуре ДМетИ, кандидат наук.
С 1951 г. — на работе в ЦК КПУ.
В 1955—1959 гг. — заместитель министра высшего образования УССР. По его инициативе и при активном участии в 1957 году был организован Ворошиловский горно-металлургический институт.
С 1959 г. — в Днепропетровском металлургическом институте, преподаватель, а в 1970—1973 гг. ректор.
В 1973—1984 гг. — министр высшего и среднего специального образования Украинской ССР.
Скончался 25 июня 2012 года. Похоронен вместе с женой на Байковом кладбище (участок № 33).

## Награды и звания
Награждён орденами Ленина, Октябрьской Революции, Красной Звезды, Отечественной войны 2 степени, Трудового Красного Знамени, медалями. Заслуженный учитель Украины.